# 馬特維基夫齊
49°16′36″N 26°36′36″E / 49.27667°N 26.61000°E
馬特維伊基夫齊（烏克蘭語：Матвійківці）是位於烏克蘭西部的村莊，由赫梅利尼茨基州裡赫梅利尼茨基區的霍羅多克市鎮負責管轄。該村始建於1767年，面積1.5平方公里，海拔高度293米，2001年人口186，人口密度每平方公里124人。